# Orchidea

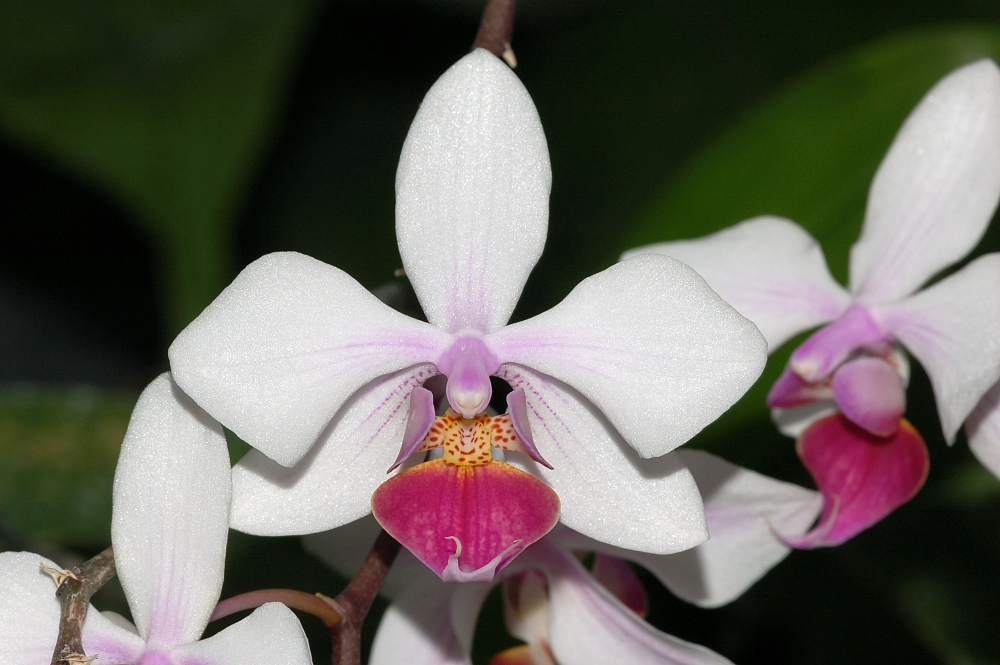
Kwiaty Phalaenopsis intermedia

Orchidea – potoczna nazwa roślin z rodziny storczykowatych, w szczególności stosowana w odniesieniu do roślin o efektownych kwiatach, uprawianych w warunkach szklarniowych. Odnoszona jest do wielu gatunków i mieszańców np. z rodzaju katleja, falenopsis, cymbidium.